# Аствацатуров, Алексей Георгиевич
Алексей Георгиевич Аствацатуров (18 июля 1945, Ленинград — 2 ноября 2015, Санкт-Петербург) — советский и российский ученый, специалист по истории философии и литературы, литературовед, кандидат философских наук, профессор.

## Биография
Окончил Ленинградский ордена Ленина и ордена Трудового Красного Знамени государственный университет имени А. А. Жданова в 1970 г. Обучался в аспирантуре кафедры этики и эстетики Философского факультет ЛГУ.
В 1990 году защитил диссертацию на соискание ученой степени кандидата философских наук, тема: «Проблема „искусство и культура“ в немецкой классической философии (И. Кант, Ф. Шиллер)» научный руководитель — доктор филос. наук профессор М. С. Каган.
С 1992 года работал в Санкт-Петербургском Институте иностранных языков, профессор кафедры немецкого языка. Член Российского союза германистов.
В браке с литературоведом Верой Викторовной Аствацатуровой (урожд. Жирмунской, 1947-2025), дочерью известного советского филолога, академика Виктора Максимовича Жирмунского, родился сын А. Г. Аствацатурова — Андрей Алексеевич Аствацатуров (род. 1969), российский писатель, филолог, к.филол.н., доцент СПБГУ.

## Научная деятельность
Автор более 60 научных работ по истории философии и литературы, литературоведению, в том числе поэтике немецкой литературы, классической романтической литературе Германии, исследовательских трудов о И. В. Гёте, Ф. Шиллере, В. А. Моцарте, Ф. Шлегеле, Э. Т. А. Гофмане, Й. Эйхендорфе, Р. Вагнере, Ф. Ницше, В. Дильтее, П. Целане, И. Бродском.

## Основные труды
- Проблема «искусство и культура» в немецкой классической философии // Искусство и система культуры. — Л., 1987.
- Три великие книги Фридриха Ницше // Ницше Ф. Стихотворения. Философская проза. — СПб., 1993.
- Неповторимый образ немецкого романтизма // Жирмунский В. М. Немецкий романтизм и современная мистика. — СПб, 1996.
- Романтический язык и его великий поэт (Ф. Шлегель о португальском языке и Л. де Камоэнс) // Мир Лузофонии. — СПб., 2001.
- Фридрих Гундольф и Виктор Жирмунский (точки соприкосновения и расхождения) // Материалы конференции, посв. 110-летию со дня рождения В. М. Жирмунского. — СПб., 2001.
- Гёте и мир игры // Гёте. Жизнь, творчество. Традиции. Санкт-Петербургские гетевские чтения. — СПб., 2002.
- Феномен бессознательного в романе Э. Т. А. Гофмана «Эликсир сатаны» // Преломления. Вып. 2. — СПб., 2003.
- Дух, летящий в колбе //Преломления. Вып. 5. — СПб., 2007
- Поэзия. Философия. Игра. Герменевтическое исследование творчества И. В. Гёте, Ф. Шиллера, В. А. Моцарта, Ф. Ницше". — СПб, 2010.